# Kanton La Ferté-Vidame
Der Kanton La Ferté-Vidame war bis 2015 ein französischer Wahlkreis im Arrondissement Dreux, im Département Eure-et-Loir und in der Region Centre-Val de Loire; sein Hauptort war La Ferté-Vidame.
Der sieben Gemeinden umfassende Kanton war 126,07 km² groß und hatte 2201 Einwohner (Stand: 2012).

## Gemeinden
| Gemeinde           | Einwohner | Code postal | Code Insee |
| ------------------ | --------- | ----------- | ---------- |
| Boissy-lès-Perche  | 534       | 28340       | 28046      |
| La Chapelle-Fortin | 159       | 28340       | 28077      |
| La Ferté-Vidame    | 818       | 28340       | 28149      |
| Lamblore           | 375       | 28340       | 28202      |
| Les Ressuintes     | 127       | 28340       | 28314      |
| Morvilliers        | 129       | 28340       | 28271      |
| Rohaire            | 147       | 28340       | 28316      |